# Prototheca wickerhamii
Prototheca wickerhamii  ist eine ubiquitär vorkommende Grünalge, die über kein Chlorophyll verfügt. Sie ist in der normalen Umgebung weit verbreitet und kann beim Menschen in seltenen Fällen eine Erkrankung, die Protothekose auslösen, die sich meist in Form von Hautläsionen äußert. Die Spezies wurde erstmals 1959 beschrieben.

## Biologie
P. wickerhamii ist eine einzellige Alge von kugelförmiger bis elliptischer Form und 3 bis 10 μm Durchmesser. Die dickwandige Zelle (Theca) besitzt eine Zellwand mit zwei elektronenmikroskopisch unterscheidbaren Schichten und enthält 2 bis 20 symmetrisch, maulbeerartig angeordnete Endosporen. Die Vermehrung erfolgt asexuell durch Zerstörung der Mutterzelle und Freisetzen der Sporen, die sich zu neuen adulten Zellen entwickeln. Die Sporenfreisetzung erfolgt unter Idealbedingungen alle 5 bis 6 Stunden.
P. wickerhamii besitzt weder Chloroplasten noch Chlorophyll. Die Alge kann daher keine Photosynthese betreiben, sondern lebt heterotroph.

## Identifikation
Das Vorkommen von P. wickerhamii als Krankheitserreger kann durch die Kultur infizierter Flüssigkeit in Sabouraud-Dextrose-Agar oder durch eine mikroskopische Untersuchung von Gewebeproben auf Sporangien untersucht werden.

## Antimikrobielle Therapie
Die Behandlung von Infektionen mit P. wickerhamii ist nicht standardisiert. Amphotericin B, Itraconazol, Posaconazol und Voriconazol wurden eingesetzt.